# Jairón Charcopa
Jairón Andrés Charcopa Cabezas (Rioverde, Ecuador; 27 de enero de 2004) es un futbolista ecuatoriano. Juega de delantero y su equipo actual es Mushuc Runa de la Serie A de Ecuador.

## Trayectoria
Inició en las divisiones inferiores de Vargas Torres, equipo de la Segunda Categoría de Esmeraldas. En 2021 llega a Liga Deportiva Universitaria, comenzó a jugar en las categorías sub-18 y reserva. En septiembre de 2021 fue ascendido al plantel principal para entrenar con el grupo y fue convocado para el partido contra el Manta Fútbol Club. Posteriormente en 2022 fue cedido al Atlético Santo Domingo de la Serie B donde en total disputó 22 partidos y anotó tres goles, incluyendo la Copa Ecuador.
Jugó por primera vez en el primer plantel de Liga el 21 de noviembre de 2021 en el empate 1-1 ante Orense Sporting Club en el estadio 9 de Mayo de Machala, entró al cambio por Billy Arce a los 90+2 minutos, aquel momento dirigía al club Pablo Marini, este fue su debut en Serie A. En 2023 retornó al club y fue parte del equipo que logró el doblete de LigaPro y Copa Sudamericana, jugó cinco encuentros. En 2025 fue cedido a Técnico Universitario por una temporada sin opción de compra.

## Selección nacional

### Categorías inferiores
En 2019 jugó el Sudamericano Sub-15 desarrollado en Paraguay. Ha sido convocado a varios microciclos con la selección nacional sub-20.

#### Participaciones en Sudamericanos
| Campeonato                             | Sede     | Resultado    | Partidos | Goles |
| -------------------------------------- | -------- | ------------ | -------- | ----- |
| Campeonato Sudamericano Sub-15 de 2019 | Paraguay | Primera fase | 4        | 0     |

## Estadísticas

### Clubes
Actualizado al último partido disputado el 16 de agosto de 2025.
| Club                                   | Div.          | Temporada     | Liga  | Liga  | Copas nacionales | Copas nacionales | Copas internacionales | Copas internacionales | Total | Total | Total  |
| Club                                   | Div.          | Temporada     | Part. | Goles | Part.            | Goles            | Part.                 | Goles                 | Part. | Goles | Asist. |
| -------------------------------------- | ------------- | ------------- | ----- | ----- | ---------------- | ---------------- | --------------------- | --------------------- | ----- | ----- | ------ |
| Liga Deportiva Universitaria · Ecuador | 1.ª           | 2021          | 1     | 0     | 0                | 0                | 0                     | 0                     | 1     | 0     | 0      |
| Atlético Santo Domingo · Ecuador       | 2.ª           | 2022          | 21    | 3     | 1                | 0                | —                     | —                     | 22    | 3     | 0      |
| Atlético Santo Domingo · Ecuador       | Total club    | Total club    | 21    | 3     | 1                | 0                | 0                     | 0                     | 22    | 3     | 0      |
| Liga Deportiva Universitaria · Ecuador | 1.ª           | 2022          | 0     | 0     | 0                | 0                | 0                     | 0                     | 0     | 0     | 0      |
| Liga Deportiva Universitaria · Ecuador | 1.ª           | 2023          | 3     | 0     | 0                | 0                | 2                     | 0                     | 5     | 0     | 0      |
| Liga Deportiva Universitaria · Ecuador | 1.ª           | 2024          | 11    | 3     | 1                | 0                | 5                     | 0                     | 17    | 3     | 1      |
| Liga Deportiva Universitaria · Ecuador | Total club    | Total club    | 15    | 3     | 1                | 0                | 7                     | 0                     | 23    | 3     | 1      |
| Técnico Universitario · Ecuador        | 1.ª           | 2025          | 7     | 0     | 0                | 0                | —                     | —                     | 7     | 0     | 0      |
| Técnico Universitario · Ecuador        | Total club    | Total club    | 7     | 0     | 0                | 0                | 0                     | 0                     | 7     | 0     | 0      |
| Mushuc Runa · Ecuador                  | 1.ª           | 2025          | 6     | 0     | 0                | 0                | 0                     | 0                     | 6     | 0     | 1      |
| Mushuc Runa · Ecuador                  | Total club    | Total club    | 6     | 0     | 0                | 0                | 0                     | 0                     | 6     | 0     | 1      |
| Total carrera                          | Total carrera | Total carrera | 49    | 6     | 2                | 0                | 7                     | 0                     | 58    | 6     | 2      |
| 1. 2.                                  |               |               |       |       |                  |                  |                       |                       |       |       |        |

## Palmarés

### Campeonatos nacionales
| Título               | Club                         | Año  |
| -------------------- | ---------------------------- | ---- |
| Supercopa de Ecuador | Liga Deportiva Universitaria | 2021 |
| Serie A de Ecuador   | Liga Deportiva Universitaria | 2023 |
| Serie A de Ecuador   | Liga Deportiva Universitaria | 2024 |

### Campeonatos internacionales
| Título            | Club                         | Año  |
| ----------------- | ---------------------------- | ---- |
| Copa Sudamericana | Liga Deportiva Universitaria | 2023 |